# Jess Willard
Jess Willard (przydomek Pottawatomie Giant) (ur. 29 grudnia 1881, zm. 15 grudnia 1968) – amerykański bokser, mistrz świata wagi ciężkiej.
Urodził się 29 grudnia 1881 roku w St.Clere w hrabstwie Pottawatomie w stanie Kansas. Był kowbojem, pracował także w cyrku, gdzie prezentował sztukę ujeżdżania koni i rzucania lassem, potem został farmerem. Do boksu trafił dopiero w wieku 29 lat, kiedy w całych Stanach Zjednoczonych trwały poszukiwania "Białej Nadziei", czyli białego pięściarza który odebrałby tytuł mistrza świata Jackowi Johnsonowi. Willard, który posiadał imponujące warunki fizyczne (wzrost według różnych źródeł 199–201 cm, naturalna waga około 115 kg) został namówiony przez znajomych do wzięcia udziału w kilku próbnych walkach. Pierwszy poważny pojedynek co prawda przegrał przez dyskwalifikację za zadawanie nieprawidłowych ciosów, szybko jednak zaczął poznawać tajniki pięściarstwa i wygrywać z coraz lepszymi przeciwnikami. Jak na swoje warunki fizyczne poruszał się całkiem zwinnie, zadawał piekielnie mocne ciosy z obu rąk. W 1913 roku jeden z jego rywali (John "Bull" Young) zmarł w wyniku obrażeń otrzymanych w walce. Willard został obwołany "Białą Nadzieją" i rozpoczęto starania, aby doprowadzić do jego walki z Johnsonem.
Odbyła się ona 5 kwietnia 1915 roku w Hawanie w obecności 30000 widzów, została zakontraktowana na 45 rund. W 26. rundzie Willard znokautował Johnsona (była to najdłuższa walka o tytuł mistrza świata wagi ciężkiej w historii) i w ten sposób stał się amerykańskim bohaterem, odbył triumfalną podróż po Stanach Zjednoczonych. Występował również w filmach i rewiach na scenach najpopularniejszych teatrów, boksował bardzo rzadko.
Tytuł stracił na rzecz Jacka Dempseya 4 lipca 1919 roku w Toledo w stanie Ohio. Walka odbyła się w ogromnym upale (35 °C) w obecności 19000 widzów. Dempsey zaskoczył Willarda szybkim, nieprzerwanym atakiem, w ciągu pierwszej rundy siedmiokrotnie powalał go na deski, atmosfera na widowni była tak gorąca, że nie usłyszano gongu na koniec starcia i sędzia wyliczył mistrza. Kiedy pomyłka wyszła na jaw walkę kontynuowano, po kolejnych dwóch rundach sekundanci poddali Willarda. Doznał on złamania pięciu żeber, stracił sześć zębów; do końca życia uważał, że walka była nieczysta i że Dempsey musiał mieć coś twardego w rękawicach.
Za tę walkę Willard otrzymał ogromne jak na owe czasy honorarium 100.000 dolarów, które rozsądnie zainwestował i zabezpieczył sobie byt do końca życia. Miał ponad 3-letnią przerwę w boksowaniu, wrócił na ring w 1922 roku i stoczył 32 walki pokazowe, aż wreszcie 12 lipca 1923 w Jersey City został znokautowany przez robiącego wówczas furorę argentyńskiego pięściarza Luisa Angela Firpo.
Dożył sędziwego wieku, zmarł 15 grudnia 1968 roku w Los Angeles.
W 2003 roku został wpisany do bokserskiej galerii sław (International Boxing Hall of Fame).